# Желтиков, Октябрь Иванович
Октябрь Иванович Желтиков (6 ноября 1932, г. Каменка, Средневолжский край, РСФСР, СССР) — министр торговли Казахской ССР / Республики Казахстан.

## Биография
Желтиков Октябрь Иванович родился 6 ноября 1932 года в городе Каменка Пензенской области.

### Образование
В 1955 году окончил Куйбышевский инженерно-мелиоративный институт по специальности инженер-механик.
В 1975 году окончил Заочную Высшую партийную школу при ЦК КПСС.

### Трудовая деятельность
В 1955–1957 годах после окончания Куйбышевского инженерно-мелиоративного института  работал главным механиком машинно-мелиоративной станции, инженер-механик Актюбинского областного управления водного хозяйства.
В 1957–1963 годах главный механик СМУ «Казбурводстрой», главный механик треста «Запказводстрой».
В 1963–1964 годах заведующий сектором Западно-Казахстанского крайкома партии.
В 1964–1977 годах заведующий отделом, секретарь, второй секретарь Гурьевского обкома партии.
В 1977–1984 годах первый заместитель председателя Госплана Казахской ССР.
С мая 1984 по июнь 1990 года - заместитель председателя Совета Министров Казахской ССР.
17 мая 1990 года Постановлением Верховного Совета Казахской ССР его кандидатура была утверждена в составе нового Совета Министров.
С июня 1990 по июнь 1994 года министр торговли Казахской ССР, а затем Республики Казахстан.
В 1998 году переехал в Россию в Пензенскую область, где в течение многих лет работал в Комитете по связям со странами СНГ при правительстве Пензенской области. 
- Председатель Комитета по связям со странами СНГ при правительстве Пензенской области;
- Советник губернатора Пензенской области;
- Председатель Комитета по связям со странами СНГ при Пензенской областной торгово-промышленной палате.

В 2017 году в связи с переездом в Казахстан покинул занимаемые должности.

## Общественная деятельность
Депутат Верховного Совета Казахской ССР IX созыва (1975—1980) от Макатского округа Гурьевской области.
Депутат Верховного Совета Казахской ССР X созыва (1980—1985) от Ермаковского округа Павлодарской области.
Депутат Верховного Совета Казахской ССР XI созыва (1985—1990) от Павлодарского Советского округа № 308 Павлодарской области.

## Награды
Орден Трудового Красного Знамени.
Орден «Знак Почёта».
Медали.
Почётная грамота Верховного Совета Казахской ССР.
Медаль ордена «За заслуги перед Пензенской областью».